# Феличе дела Ровере
Феличе дела Ровере (на италиански: Felice della Rovere; * ок.1483, Рим, Папска държава; † малко сл. 27 септември 1536, пак там), позната като Мадона Феличе (Madonna Felice), от рода Дела Ровере, e папска дъщеря и чрез брак господарка на Брачано.
Добре образована и с отлични контакти с най-елитните социални кръгове на римското общество, както чрез баща си, така и чрез съпруга си Джан Джордано Орсини, 4-ти господар на Брачано, тя е една от най-влиятелните жени на италианския Ренесанс. С власт и влияние както вътре, така и извън Римската курия, тя изиграва ключова роля като посредница в мирния процес между баща си и Анна Бретанска, кралица на Франция. Поддържа  кореспонденция с всички най-важни личности на своето време, включително с Катерина де Медичи, бъдеща кралица на Франция. Чрез делата си олицетворява женския образ на кардинал-племенника.
Феличе увеличава семейното богатство, което контролира, като започва процъфтяваща търговия със зърно чрез феодално владение Кастело ди Пало, което придобива. И след смъртта на баща си и съпруга си тя запазва ролята си на господарка на Брачано и на Орсини, продължавайки, макар и в ограничен мащаб, да влияе на папския двор по време на управлението на Лъв X и Климент VII.

## Произход
Точната дата на раждането на Феличе не е известна. Смята се, че е родена в Рим, най-вероятно през 1483 г. Майка й Лукреция Нормани е родена в Трастевере, Рим. Майчиният произход на Феличе може да се проследи до XI век, което по времето на раждането на Феличе прави сем. Нормани едно от най-старите семейства в Рим. Бащата на Феличе, Джулиано дела Ровере (бъдещ папа Юлий II), е роден в крайбрежното село Албисола в Лигурия. В младостта си той е член на Францисканския орден, преди да бъде назначен за архиепископ на Авиньон от чичо си, папа Сикст IV. Вероятно Джулиано и Лукреция са имали кратка връзка след запознанството си в Трастевере, където Джулиано е бил известен с посещението си. 
Феличе израства заедно с двама братя и сестри, полубрат на име Джан Доменико и полусестра Франческа, и двамата родени след брака на майка ѝ с Бернардино де Купис. Доведеният баща на Феличе е бил нает от кардинал Джироламо Басо дела Ровере като майордом и е ръководил слугите на кардинала. Бернардино е бил добре възнаграден от семейство Дела Ровере и доходите му са осигурявали достатъчно за Феличе и семейството ѝ. 

## Биография

### Начални години и образование
Феличе прекарва ранните си години в дворец „Де Купис“, разположен на площад „Навона“ в Рим. Когато през 1494 г. баща ѝ предприема неуспешен опит да свали от власт папа Александър VI, тя е отведена от Рим в Палацо дела Ровере в Савона, където се намира в безопасност от възможното отмъщение на рода Борджия.  
Животът ѝ на площад „Навона“ – оживен обществен център в сърцето на Рим, предполага, че Феличе е израснала сред активна среда, заобиколена от видни търговци, юристи, предприемачи и апостолски секретари, които често са посещавали дома ѝ. С възрастта тя проявява жив интерес към Хуманизма и създава приятелства с интелектуалци и поети, които често се срещат във Ватикана. Италианският философ и поет Джовани Филотео Акилини я увековечава в своята поема „Виридарио“, като я нарича почтена и достойна за похвала. Близки отношения установява и с хуманиста Шипионе Картерома, чиито контакти с известни издатели ѝ предоставят достъп до множество книги на латински и италиански език. Тя е страстна читателка, което личи от внушителната ѝ лична библиотека. Благодарение на връзките си с италиански и чуждестранни учени, успява да събере колекция от ръкописни съчинения от антични автори, както и много безименни книги, чиято парична стойност е незначителна, но културната им ценност е голяма. Според някои предположения, Феличе използва своята отдаденост на образованието и Хуманизма, за да си извоюва място сред приближените на могъщите семейства Медичи и Гонзага. 

### Предполагаем първи брак
Когато Феличе е едва на 14 или 15 години, баща ѝ урежда за нея брак. Самоличността на първия ѝ съпруг остава неясна, но се предполага, че произхожда от Савона или Генуа и че е притежавал силни политически връзки, от които баща ѝ Джулиано би могъл да се възползва. За този краткотраен брак, който някои историци поставят под съмнение, има оскъдни сведения, освен че съпругът ѝ умира в началото на 1502 г. при неизвестни обстоятелства. Загубата му вероятно предизвиква у Феличе колебания относно повторен брак. 
След смъртта на съпруга си Феличе отклонява множество брачни предложения, включително отказва да се омъжи за Роберто Сансеверино, принц на Салерно, когото баща ѝ предпочита за неин съпруг. 
Вероятно след овдовяването си тя наследява зестрата, дадена ѝ при брака – сума, която остава на нейно разположение, докато запази своя неомъжен статус. Това финансово облекчение ѝ осигурява определена степен на независимост, която вероятно оказва влияние върху нейния избор да не се омъжва повторно. 

### Втори брак
След възкачването си на папския престол през 1503 г. Юлий II започва търсенето на подходящ втори съпруг за Феличе – задача, която се оказва предизвикателна. Незаконният ѝ произход, липсата на явно бащино одобрение, както и възрастта ѝ от 20 години, смятана за прекомерна за брачен съюз по тогавашните стандарти, правят Феличе непривлекателна кандидатка. Въпреки това в крайна сметка тя се омъжва за Джан Джордано Орсини – син на Джентиле Вирджинио Орсини, господар на Брачано и водач на две от най-влиятелните аристократични фамилии в Рим. Това е изключително изгоден съюз за Феличе, позволяващ ѝ да остане в Рим, и за папа Юлий II, който използва брака, за да смекчи дългогодишната вражда между домовете Орсини и Колона. За целта той омъжва племенницата си Лукреция за представител на семейство Колона, а Феличе – за член на рода Орсини. 
Джан Джордано, с 20 години по-възрастен от Феличе, е ветеран кондотиер и вдовец – преди това женен за Мария Арагонска, незаконна дъщеря на крал Фердинанд I от Неапол, която му ражда три деца: Наполеоне, Карлота и Франческа. Мария умира през 1504 г.
Феличе получава зестра от 15 000 дуката – по-малка от тази на Лукреция, която получава 10 000 дуката, но също така и дворец до църквата „Дванадесетте апостоли“ и град Фраскати. Историците предполагат, че хладното отношение на Юлий II към дъщеря му произлиза от желанието му да се разграничи от папа Александър VI, известен с прекомерния непотизъм и парадирането със своята дъщеря Лукреция Борджия.
Бащата на Феличе допълнително засилва дистанцията, като не присъства на сватбата ѝ и забранява пищни празненства. Церемонията се състои на 24 и 25 май 1506 г. в Канчелерията (днес Палацо Сфорца Чезарини), тогава в лошо състояние.
Макар някои учени да предполагат, че бракът е бил нещастен и че Джан Джордано се е подигравал на Феличе за нейния произход, съществуват и твърдения, че той високо е оценявал нейните управленски способности и дипломатически талант, и я е окуражавал да следва амбициите си.
В първите две години от брака си Феличе съсредоточава усилията си върху това да роди син – стратегически ход, който цели да затвърди положението ѝ в семейството Орсини, да отстрани доведения й син Наполеоне от наследяване на властта и да й осигури регентска роля след евентуалната смърт на съпруга й, докато синът ѝ е още малолетен.
Тя и Джан Джордано имат пет деца, четири от които достигат зрялост. Като майка Феличе е дълбоко ангажирана: лично избира имената им, организира грижата за тях чрез наемане на дойки и управлява финансовите им дела. След смъртта на съпруга ѝ през 1517 г., тя поема отговорността за възпитанието на двамата си синове Франческо и Джироламо, тогава съответно на четири и пет години.

### Помирение с Юлий II
Когато папа Юлий II отказва да присъства на сватбата между Феличе и Джан Джордано Орсини, въпреки че сам я е организирал, Феличе възприема този жест като дълбоко унизителен и липса на бащинско уважение. Това поражда напрежение и студенина в отношенията им, които остават обтегнати в продължение на няколко месеца.
В стремеж да възстанови връзката си с дъщеря си, през юни 1506 г. Юлий II отправя покана към Феличе и нейния съпруг за посещение във Ватикана, където организира бляскав банкет в тяхна чест – събитие, символизиращо началото на тяхното помирение. След това Феличе често е канена като почетна гостенка на папски събития и празненства в Рим, където нерядко е единствената жена сред присъстващите. Това изключително обществено присъствие ѝ дава възможност да се утвърди като влиятелна фигура във вътрешните кръгове на ватиканския двор. 

### Икономически дейности

#### Замък в Пало
По време на брака си Феличе успява да натрупа значителни лични активи, които ѝ осигуряват богатство и независимост. Основният източник на доходи е имението и замъкът в Пало – вече съществуващ имот, разположен в района на днешния Ладисполи. През 1509 г. тя придобива този замък, който не само носи финансови ползи, но и ѝ дава възможност да увеличи влиянието и политическата тежест на фамилията си.  
Феличе постига това най-вече чрез установяването на замъка като папска резиденция – статут, който имотът получава още по времето на понтификата на баща ѝ Юлий II, и който се запазва и след края на управлението му. Този статут превръща замъка в сцена на престижни посещения: по-късно папа Лъв X също е приеман в резиденцията. Разположен сред природни богатства, имотът около Пало е подходящ за лов, което го прави особено привлекателен за висшите духовници и благородници. 
С предприемчив дух, Феличе превръща замъка в официална папска ловна хижа. Чрез дипломатически ход тя договаря със самия Лъв X сделка: папата се съгласява да финансира необходимите ремонти и подобрения, за да се превърне имотът в луксозно убежище, като в замяна получава правото да отсяда там безплатно. Този стратегически подход превръща замъка в източник не само на доход, но и на престиж. 
Благодарение на това Феличе утвърждава както реномето на фамилията Дела Ровере, така и собствената си репутация като интелигентна и способна управителка, познаваща добре изкуството на политическото и социално влияние. 

#### Търговия със зърно
Освен че притежава значими имоти, Феличе активно участва в търговията със зърно, което се превръща в важен източник на доходи за нея. Това икономическо начинание ѝ осигурява опит и финансова стабилност както през брачния ѝ живот, така и след овдовяването ѝ. Полетата в имението ѝ в Пало – територия, която предлага добри условия за земеделие – позволяват продуктивно отглеждане на пшеница. Това е потвърдено от записите на слугите ѝ в счетоводните книги, които свидетелстват за значителния добив. 
Въпреки това по време на зърнената криза в Рим (1533–1534) Феличе е изправена пред сериозни предизвикателства. Криза, породена от неблагоприятни климатични условия и слабо развита транспортна инфраструктура, води до затруднения в снабдяването със зърно. Градът започва да разчита на доставки от по-отдалечени части на Италия, което удвоява пазарната цена на продукта.  
Имотът на Феличе, разположен близо до Рим, обичайно снабдява местния пазар, което я прави пряко засегната от лошата реколта. Допълнително усложнение произтича от северноиталианските доставчици, които използват ситуацията, за да наложат високи цени, оставяйки местни търговци като нея в неблагоприятна позиция. 
В опит да защити своите интереси, Феличе прибягва до лични преговори и пазарлъци – нещо нетипично за жена от нейния социален ранг. Така обаче тя демонстрира своята предприемчивост, решителност и умение да преодолява трудности в един предимно мъжки търговски свят. 
Независимо от предизвикателствата Феличе успява да запази и дори да увеличи богатството си, използвайки търговията със зърно като инструмент за финансова и социална мобилност. 

### Роля в преговорите на Папската държава с Кралство Франция
През 1510 г., по време на връхната точка на Италианските войни, папа Юлий II предприема решителни действия, за да отстрани влиянието на Кралство Франция от Северна Италия. За да постигне тази цел, той разпуска Камбрийската лига – съюз, основан през 1508 г. между Франция и Папската държава с антивенецианска насоченост – и вместо това създава Свещената лига, обединявайки Папската държава с Венецианската република. 
Изключването на Франция от новосформирания съюз провокира напрежение между Юлий II и крал Луи XII. След като французите завземат Болоня, Юлий II е принуден да се съгласи на дипломатически преговори. 
Преговорите се водят от представители от двете страни, сред които са епископ Андре Форман и съпругът на Феличе – Джан Джордано Орсини. През юли 1511 г. папата изпраща Феличе да придружи съпруга си във Франция, където тя се включва активно в дипломатическите усилия, водейки разговори с кралица Анна Бретaнска в рамките на две години. 

### Отношения с доведения ѝ син Наполеоне
В рамките на сложните вътрешносемейни отношения в рода Орсини някои от членовете му възприемат Феличе като зла мащеха, тъй като нейните собствени синове изместват доведения ѝ син Наполеоне от претенциите към наследството. Въпреки това Феличе проявява известна грижа към него – по време на понтификата на баща си Юлий II тя му осигурява престижната позиция на абат чрез дарение на абатство Фарфа – имение с площ над 200 km². Освен това му осигурява допълнителна издръжка в размер на 1000 дуката месечно при папа Лъв X.
Феличе обаче се тревожи от характера на Наполеоне, когото смята за агресивен и потенциална заплаха за собствените ѝ деца. Опасенията ѝ, че той може да навреди на синовете ѝ в опит да си възвърне позицията в наследствената линия, я карат да поддържа дистанция. В този дух тя се намесва, за да попречи на Наполеоне да получи кардиналска шапка, независимо от възможността да я осигури чрез влиянието си при папа Лъв X.
В крайна сметка съдбата на Наполеоне се оказва трагична – той е убит през 1534 г. от своя полубрат Джироламо, син на Феличе, който наследява титлите и отговорностите на баща си. Случаят затвърждава амбициозната решителност на Феличе да защити интересите на собственото си потомство на всяка цена.

### Бракове на децата ѝ
Като господарка на рода Орсини Феличе дела Ровере не просто наблюдава семейната политика – тя я направлява. През октомври 1519 г. тя успява да уреди брака на доведената си дъщеря Карлота с Джантомазо Пико, владетел на Мирандола. Понеже не е биологична майка на Карлота, Феличе трябва да получи съгласието на роднинските фигури, включително доведения си син Наполеоне и други влиятелни мъже от рода Орсини.
Феличе не спира дотук – скоро след това тя омъжва собствената си дъщеря Джулия за Пиетро Антонио ди Сансеверино, владетел на Бизиняно. Уговореният съюз включва щедра зестра от 40 000 дуката и допълнителна облага: кардиналска шапка за член от рода Сансеверино. Това се постига чрез сложна финансова маневра – 8000 дуката за папа Лъв X и 16 000 лично за Феличе. Тази сделка не само укрепва финансовата позиция на Феличе, но и създава ново влияние за рода ѝ в южната част на Италия. Такъв стратегически ход, макар и успешен, предизвиква възмущение сред Орсини. Зестрата на Джулия е двойно по-висока от тази на Карлота – неравенство, което дразни. А още по-голяма е обидата за Наполеоне, който счита, че кардиналската шапка по право трябва да бъде негова. Така съюзът не просто укрепва влиянието на Феличе – той запалва искри на недоволство и отваря нови линии на напрежение в едно и без това сложно семейство.
Наполеоне се отказва от претенциите си към абатство Фарфа в полза на сина й Франческо, когато се жени за Клаудия Колона. След разграбването на Рим Феличе жени дъщеря си Клариса за дон Луиджи Карафа, принц на Стиляно, чието семейство е в добри отношения с испанците, което осигурява на Феличе имперски съюзник. Франческо има много незаконни деца и се жени на смъртен одър за любовницата си Фаустина ди Билизоне. Феличе урежда сина й Джироламо да се ожени за Франческа Сфорца, дъщеря на граф Бозио ди Санта Фиора, но този съюз се осъществява едва през октомври 1537 г., година след смъртта на Феличе.

### Вдовство
През септември 1517 г. съпругът й Джан Джордано се разболява и пише завещание, с което предоставя правомощието да действа като глава на рода Орсини на Феличе след неговата смърт, докато техните синове все още са непълнолетни. Джовани Роберта дела Коле, един от началниците на кабинета на Джан Джордано, присъства на съставянето на завещанието и записва думите на Джан Джордано: „Ще оставя жена си, Мадона Феличе, наречена Дама и Пазителка на децата и на имението, защото тя е била такава жена и такава съпруга и с право заслужава такава чест.“ Това съобщение е оповестено публично, за да се гарантира, че семейството Орсини няма да има основание да възрази срещу това Феличе да стане Господарка и Пазителка на имението, тъй като тя е жена, не е Орсини по кръв, нито произхожда от римско благородничество. Джан Джордано умира на 11 октомври в замъка си във Виковаро и оставя всичките си земни притежания на своите синове: Франческо, Джироламо и Наполеоне. Назначението на Феличе я превръща в една от най-влиятелните фигури в Рим – роля, за която учените посочват, че е била добре подготвена благодарение на нейното хуманистично образование. Папа Лъв X ратифицира тази роля, като издава була, в която се посочва, че Феличе ще бъде настойница и грижеща се за децата на Джан Джордано Орсини, докато е вдовица.
Имало е слухове около смъртта на Джан Джордано, тъй като Марино Сануто записва, че той е починал без да се изповяда или да приеме причастие, понеже лекарите не смятали, че е болен, което навежда на мисълта, че Феличе може да е отговорна за смъртта му, превръщайки незаконното ѝ и случайно назначение за глава на клана Брачано Орсини в съмнително. Някои членове на домакинството Орсини подкрепили 17-годишния Наполеоне като легитимен водач, но това не получава подкрепа, защото Лъв X застава зад Феличе, а няма и допълнителни доказателства за нещо подозрително около смъртта на Джан Джордано.

### Разграбване на Рим и смърт
На фона на катастрофалното разграбване на Рим през 1527 г. Феличе дела Ровере демонстрира отново непоклатимата си способност да взема бързи, стратегически и дълбоко лични решения. Докато Палацо Орсини е сред първите нападнати, случайността я отвежда със семейството ѝ в Палацо де Купис при майка ѝ, където избягват пряка опасност. Разделени по пол, жените от семейството, включително Феличе, скриват богатството си в дрехи и намират убежище в дворец „Дванадесетте апостоли“ на Изабела д’Есте. Мястото, превърнало се в импровизирано убежище за над 2200 благородници, е обградено, но Феличе откупува свободата на своите близки и предприема оттегляне към Чивитавекия, присъединявайки се към мъжете в Остия. 
Тревожната новина, че нейният син Наполеоне, от първия брак на съпруга ѝ, се укрепва в Брачано, подтиква Феличе да избяга още по-далеч – към Фосомброне. Подозиран в желание да си върне властта чрез насилие, Наполеоне олицетворява наследственото напрежение в рода Орсини. В замъка на братовчедите в Урбино Феличе не остава пасивна – организира помощ за римски благородници, контролира доставки, парични фондове и логистика, утвърждавайки своята решителност и управленски талант дори в изгнание. 
Разграбването приключва едва през 1528 г., но Феличе се завръща едва след като Наполеоне е прогонен. В опит да възстанови имиджа на рода Орсини, тя възвръща именията в Монте Джордано и Тринита дей Монти, но за първи път изпитва икономическа нестабилност. 
На 27 септември 1536 г. Феличе умира. 

## Брак и потомство
Феличе се омъжва един или два пъти:
∞ 1. (вероятен) ок. 1497/1498 за неизвестен мъж († пр. 1502) от Савона или Генуа, от когото няма деца;
∞ 2. 25 май 1506 в Рим за Джан Джордано Орсини (* ок. 1460, Брачано; † 11 октомври 1517, Виковаро), граф на Талякоцо и господар на Брачано, син на Джентиле Вирджинио Орсини, от когото има трима сина и две дъщери:
- Джулия Орсини (* 1507, † 1537), ∞ 1521 за Пиетро Антонио Сансеверино, 4-ти принц на Бизиняно, от когото има 2 дъщери;
- Джулио Орсини (* август 1508, † 1508).
- Франческо Орсини (* 17 май 1512, † април 1560), господар на Виковаро, абат на Фарфа от 1530 г. и епископ на Трикарико от 19 март 1539 г., лишен от длъжност 7 март 1543 в полза на племенника си Паоло Джордано от папа Павел III; възвръща си  владението на Виковаро на 8 юли 1558 г.; ∞ за Фаустина ди Билидзоне, от която има деца;
- Джироламо Орсини (* 7 юли 1513, † 3 ноември 1540), 5-ти господар на Брачано, ∞ 14 октомври 1537 за Франческа Сфорца ди Санта Фиора (* ок. 1522, † 1548), дъщеря на Бозио II Сфорца ди Санта Фиора, 11-ти граф на Санта Фиора, и на Костанца Фарнезе, незаконна дъщеря на папа Павел III, от която има 1 син и 1 дъщеря. Конфискувано имущество 22 май 1534, осъден на смърт от папа Климент VII за убийството на полубрат си Наполеоне, помилван от папа Павел III 1535.
- Клариса Орсини (* 1514, † пр. 1562), ∞ февруари 1534 за Луиджи Карафа дела Стадера (* 1511, † 1576), херцог на Мондрагоне и 2-ри принц на Стиляно, от когото има 1 син.

Нейните потомци се сродяват, между другото, със семействата Медичи, Сфорца, Боргезе и Бонкомпани-Лудовизи.

## В изкуството и литературата
Не е известен сигурен портрет на Феличе, но на нея се приписват две изображения: една от фигурите в „Литургията в Болсена“ на Рафаело и портрет на жена от Себастиано дел Пиомбо  .
„Литургията в Болсена“ е поръчана на Рафаело от папа Юлий II през 1512 г. Сцената представя няколко мъже от сем. Дела Ровере, но не и ясно разпознаваеми жени. Според Керълайн Мърфи обаче Феличе трябва да бъде идентифицирана като жената в черно, коленичила отляво, в краката на Юлий II, като се твърди, че тя е единствената женска фигура, нарисувана подробно и следователно е трябвало да изобрази конкретна жена, която е била важна за поръчителя.
Тя е възпята в стиховете на няколко съвременни поети, като Паоло Номентано, Пиер Франческо Джустоло да Сполето и гъркът Манилио Рало. В „Придворният“ (том III, гл. XLIX) Балдасаре Кастильоне си спомня за смелостта, която е проявила по време на морско преследване от корабите на врага на баща ѝ, Александър VI, докато е плавала към Савона. Скулпторът Джовани Кристофоро Романо, един от събеседниците на „Придворният“, също изразява възхищение от таланта й, описвайки я, наред с други неща, като „с нежен гений и отдадена на литературата и антиките“. Джовани Филотео Акилини, италиански философ и поет, описва Феличе в поемата си „Виридарио“, наричайки я почтена и достойна за похвала.

## Наследство
Въпреки че е по-малко известна от съвременници като Лукреция Борджия и Изабела д’Есте, Феличе има репутацията на влиятелна и уважавана жена на своето време. Следи от това остават от нейната кореспонденция с влиятелни личности, които включват Катерина де Медичи, бъдещата кралица на Франция. Като дете Катерина е поверена за известно време на грижите на Феличе и по-късно ѝ пише, за да ѝ благодари за получените грижи.
Феличе също така редовно си кореспондира с папите Лъв X и Климент VII, които наследяват баща ѝ, въпреки че остава до голяма степен изключена от политиката при Адриан VI, който, бидейки фламандец, е извън италианската и особено римската властова мрежа.
Години след смъртта си Феличе е спомената от Франческо Сансовини в неговата „История на династията Орсини“, в която той отбелязва, че Фелича (дъщеря на Джироламо Орсини и внучка на Феличе) е споделяла с баба си както името, така и добрите обноски и репутация.